# Habitants (Nouvelle-France)

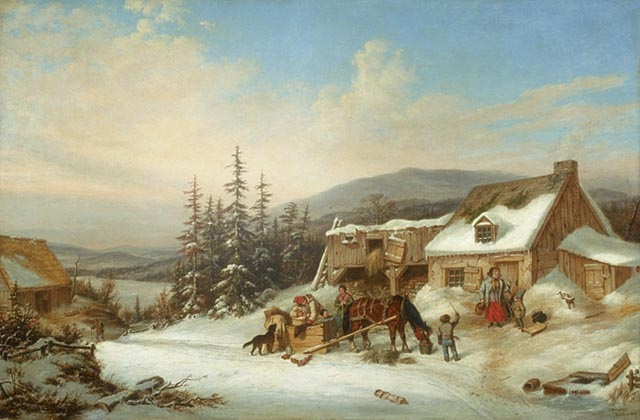
Peinture de 1856 du peintre Cornelius Krieghoff démontrant ce qu'il désigne comme une « ferme d'habitants »

Les habitants étaient les paysans propriétaires libres de la vallée du Saint-Laurent en Nouvelle-France (Québec, Canada). Ils formaient un groupe social défini par l'agriculture de subsistance et la reproduction sociale à l'identique dans un contexte colonial où les terres «libres» étaient en grande disponibilité et la main d'œuvre peu nombreuse. Bien que le peuplement rural commence avec la création de seigneuries par la Compagnie des Cents-associés en 1627, le terme acquiert sa signification strictement paysanne vers le dernier quart du siècle.   
La vie des habitants est définie par des cycles. Le labeur et la vie économique et matérielle des paysans est liée au cycle agricole: le défrichage de nouvelles terres, les semences et récoltes, ainsi que les nombreuses activités économiques auxquelles les habitants avaient recours pour un revenu supplémentaire. Malgré un mode de vie identique, la condition matérielle des habitants était loin de l'être, avec des inégalités entre les différentes familles qui pouvaient se creuser à chaque génération.   
La prospérité d'une famille pouvait assurer le succès de sa reproduction sociale, l'autre cycle caractéristique de la vie paysanne. Les habitants tentaient d'établir tous leurs enfants, en établissant leurs fils sur des terres et en mariant leurs filles, créant ainsi de nouvelles familles paysannes. Tout en accomplissant cela, ils tentaient d'assurer leur sécurité dans la vieillesse et de maintenir le patrimoine familial. Ils avaient pour ce faire recours à différentes stratégies et pratiques de succession, afin de transmettre leurs avoirs, la transmission de la terre à la prochaine génération étant l'enjeu le plus important. Les pratiques de succession des habitants du Canada reflétaient dans l'ensemble une tendance égalitaire mais comportaient tout de même leur lot d'exclus et d'enfants défavorisés, par exemple les femmes et les enfants établis sur des terres peu développées.   
La vie des paysans était encadrée par des institutions qui effectuaient des prélèvements sur la production agricole: la seigneurie, la paroisse et l'État. Initialement mineurs, ces prélèvements devinrent significatifs avec le développement des terres agricoles et l'augmentation des rendements.   

## Origine du terme
Le terme habitant apparu d'abord pour référer à tout propriétaire libre, les différenciant des classes sociales ne possédant aucune propriété comme les domestiques, les soldats et les engagés. L'occupation de l'habitant était précisée dans les documents écrits, par exemple habitant-charpentier ou habitant-marchand, et habitant sans autre précision pour désigner ceux n'ayant pas d'autre occupation que l'agriculture. Dans le dernier quart du XVIIe siècle le terme en vint finalement à désigner exclusivement les paysans propriétaires s'adonnant à l'agriculture. Le terme est donc essentiellement synonyme de paysan propriétaire, les agriculteurs non propriétaires étant désignés comme des «laboureurs». Pour la majorité des colons, la vie paysanne était la principale voie d'établissement possible en Nouvelle-France.

## Les cycles de la vie paysanne

### Le cycle agricole

#### Fronts pionniers et Terres établies
En contexte de colonisation, les terres agricoles peuvent être divisés en deux grandes catégories, soit les fronts pionniers et les terres établies. Les fronts pionniers étaient les terres concédées récemment ou peu développées. Le défrichement constituait la majorité du travail agricole sur ces terres, habituellement boisées au moment de la concession. Ces terres en friche ou «de bois debout» pouvaient avoir été utilisées comme réserve de bois par un agriculteur en attendant de la donner à un fils ou bien avoir été concédée comme tel à un agriculteur prêt à s'établir. Le défrichement était un travail difficile et de longue haleine. Après s'être construit une cabane capable de résister au premier hiver, l'habitant abattait les arbres de meilleure qualité en prévision de la maison qu'il allait construire. Après avoir abattu d'un à un arpent et demi, l'habitant retirait les plus petites souches et enlevait l'écorce des plus grosses pour les laisser pourrir, ce qui pouvait prendre de 4 à 5 ans. Le sol couvert de broussaille était ensuite brûlé et à l'automne était prêt à être retourné pour les premières semences. Cette mise en valeur des terres pouvait prendre plusieurs années, à un rythme d'environ deux arpents par année. Le paysan avait besoin de 10 arpents de terre défrichées pour permettre l'agriculture de subsistance mais le reste pouvait rester en friche longtemps. 
Les habitants défrichaient d'abord pour la subsistance et l'exploitation maximale des terres restait dépendante des aléas du commerce et des conflits internationaux. On note ainsi une grande vague de défrichement entre 1721 et 1739, sur des terres qui étaient pourtant parmi les plus anciens peuplements. Cette vague de défrichement aurait été liée à l'ouverture de marchés pour les produits agricoles par le commerce avec Louisbourg et les Antilles, permettant d'écouler des surplus plus importants que le marché local. Le défrichement aurait ensuite ralenti à cause des conflits armés.  La superficie de terres mises en valeur passa donc 2000 à 20 000 hectares entre 1667 et 1739 dans la région de Québec et de 1400 à 7500 hectares entre 1721 et 1739 sur la Côte-du-Sud. 
La situation décrite plus tôt était évidemment un idéal, la plupart des défricheurs n'ayant pas les moyens de survivre jusqu'à la première récolte et étant donc poussés à l'endettement. Le mariage avec la fille d'un habitant déjà établit donnait accès à l'équipement de ce dernier ainsi qu'à du travail saisonnier sur sa ferme. La plupart devaient ainsi vendre leurs services ou, s'ils étaient chanceux, pouvaient louer une ferme tout en travaillant sur leur terre pendant leurs temps libres. Tout cela ralentissait inévitablement leur défrichement et le développement de leur terre.
Les terres établies étaient celles qui avaient été défrichées et développées par les habitants au point de permettre l'agriculture de subsistance et même la production de surplus. Les travaux agricoles y occupaient la majorité du temps mais il restait souvent une zone non défrichée utilisée pour du bois de chauffage et autres besoins du genre. La culture la plus importante était celle du blé, qui constituait au moins la moitié et souvent jusqu'aux trois quarts de la production. Venaient ensuite l'avoine, utilisée pour le cheptel, les pois pour la consommation humaine, puis le blé d'inde et l'orge, qui restaient généralement des cultures marginales. Le reste de la récolte consistait en une variété de légumes. Finalement, sur les habitations les mieux établies, on cultivait parfois du lin pour les tissus, du chanvre pour l'industrie navale locale et souvent du tabac pour la consommation domestique. On pratiquait la rotation des cultures, avec des ratios qui variaient selon les conditions individuelles : la rotation triennale était pratiquée sur les meilleures terres mais la rotation biennale était beaucoup plus répandue. Un travail important était requis pour drainer les champs adéquatement, ainsi qu'on le remarque dans plusieurs documents où les habitants en faisaient un travail collectif. L'habitant possédait généralement une prairie naturelle utilisée comme pâturage en plus de l'herbe qu'il plantait pour faire du foin. Il était également normal de tenir un jardin près de la maison pour cultiver une grande variété de légumes. 
Le travail se faisait au rythme des saisons : on labourait et fertilisait les champs à l'automne, tâche qui était terminée avant la mi-novembre. On passait ensuite l'hiver à battre et transporter le grain, à récolter du bois et à chasser ou à pratiquer d'autres activités annexes. Au printemps, on rajoutait parfois une deuxième couche d'engrais dans les champs, puis on ensemençait la partie du champ qui n'était pas laissée en jachère, en commençant par le blé et les pois, puis l'avoine et le maïs. Le moment de l'année pour chaque tâche différait selon les régions, par exemple dans la région de Québec on ensemençait au début mai alors que dans la région de Montréal cette tâche commençait plutôt à la mi-avril. Les champs en jachère servaient de pâturage. Au début de l'été on s'occupait à préparer les parcelles défrichées récemment ainsi que les fossés et on réparait les clôtures. Il y avait une pause en juillet avant que ne commence la récolte des foins, puis la récolte du blé débutait finalement à la fin du mois d'août. Le cycle recommençait à la fin du mois de septembre,.
Toute la famille participait au travail agricole, les tâches étant séparées selon les sexes. Le mari, et ses fils dès qu'ils atteignaient 15 ans, s'occupaient de défricher, labourer et semer et tout autre travail plus demandant physiquement. La femme s'occupait d'entretenir la maison et de préparer les aliments, la préparation du pain lui demandant une journée complète à chaque semaine. Elle fabriquait également les vêtements, prenait soin du bétail avec les enfants en bas âge et s'occupait du jardin potager. Elle aidait aussi à faire les foins. Des laboureurs pouvaient être engagés pour la récolte si l'habitant avait besoin de plus de bras, cependant on note que le recours à cette main d'œuvre par les habitants était relativement marginal,.

#### Activités annexes
En plus des travaux réguliers de l'exploitation agricole, les habitants avaient l'opportunité de pratiquer plusieurs activités annexes pour augmenter leurs revenus. La forêt en fournissait l'opportunité puisque le bois coupé lors du défrichement ou en surplus de bois de chauffage pouvait être vendu en ville et les érables permettaient la production de sirop d'érable. Pour les paysans qui résidaient près du fleuve, la pêche pouvait être une activité d'appoint saisonnière non négligeable,, tout comme la chasse en hiver. Dans les régions plus à l'ouest et particulièrement autour de Montréal, la traite des fourrures, un commerce important pour la colonie, attirait les fils d'habitants qui cherchaient à se constituer une réserve d'argent pour leur propre établissement,. Toutes ses activités permettaient de rapporter du revenu à la famille, qui était alors utilisé pour développer l'exploitation familiale ou pour établir des fils sur de nouvelles terres. Ces activités peuvent être interprétés sous l'angle du modèle de co-intégration de l'historien et sociologue Gérard Bouchard: le but n'était pas pour les enfants de la famille de participer de façon permanente à l'économie de marché ni de développer l'exploitation agricole au point qu'elle soit viable dans un modèle d'agriculture capitaliste. L'objectif était d'utiliser la main d'œuvre que la famille pouvait offrir à l'économie de marché afin d'obtenir plus de ressources pour établir les enfants ou, dans le cas des fils partis faire la traite des fourrures, s'établir eux-mêmes. 

#### Les conditions matérielles des habitants
Les conditions matérielles des habitants pouvaient varier grandement, particulièrement entre les fronts pionniers et les lieux établis mais aussi à l'intérieur de ces catégories. Notamment, on observait une nette régression matérielle sur les fronts pionniers, le temps que l'habitant développe sa terre. L'habitant qui défrichait une nouvelle terre se contentait d'une cabane en bois rond à une seule pièce pour sa première année. Il travaillait ensuite à bâtir une maison dite «pièce sur pièce» avec «des billes de bois équarries grossièrement, empilées à l'horizontale et assujetties les unes aux autres par des assemblages en queue d'aronde ou des poteaux verticaux dans les coins.» N'ayant habituellement pas plus d'une ou deux pièces, ces maisons mesuraient entre 4,8 mètres sur 3,2 mètres et 9,7 mètres sur 8,1 mètres avec un grenier. L'habitant y ajoutait des pièces avec le temps mais même au milieu du XVIIIe siècle elles n'en avaient généralement pas plus de 3. La cabane construite initialement pouvait servir d'étable puis on construisait une grange. Avec le temps et le développement continu, on voit apparaître des poulaillers, des laiteries et des porcheries, surtout au milieu du XVIIIe siècle. L'ameublement était assez simple chez l'habitant moyen : l'historienne Louise Dechêne liste deux coffres, une table pliante, trois ou quatre chaises, des ustensiles et de la vaisselle qui valaient habituellement plus que les meubles. On pouvait trouver chez les paysans plus aisés un lit avec des rideaux, un matelas en plumes, des oreillers, des draps et une courtepointe. Les enfants dormaient au sol sur des matelas de paille avec des draps en peaux d'animaux. L'habitant moyen au XVIIe et début XVIIIe siècle n'avait jamais de produits importés comme les épices ou le vin chez lui.
Les inégalités étaient présentes entre les familles paysannes qui en étaient au même stade de développement de leurs terres. On classe les habitants en trois catégories : une minorité dont les biens ne valaient pas plus que 100 livres, la majorité des paysans qui avaient des biens valant entre 1000 et 3000 livres, et environ 10% des paysans qui s'élevaient au-dessus de ce dernier montant. La richesse la plus importante d'un paysan était sa terre, qui faisait habituellement la moitié de la valeur de ses biens ou plus. La pauvreté ou la prospérité d'un habitant dépendait de nombreux facteur, qu'ils soient reliés à des aptitudes personnelles ou à la chance. La quantité de terre détenue était sans doute le facteur le plus important, ainsi que la rapidité de défrichement de la terre. Des circonstances malchanceuses pouvaient frapper, le décès avant l'heure d'un ou d'une conjointe étant particulièrement grave puisqu'il privait le conjoint restant de son labeur, ce qui explique que les remariages aient été rapides. Un paysan qui pouvait obtenir de l'aide de sa famille, sous forme de main d'œuvre ou de prêt d'équipement était avantagé et les paysans provenant de familles prospères ou mieux connectées étaient les mieux placer pour obtenir des terres déjà défrichées, mieux placées ou plus grandes. Les inégalités entre familles avaient donc tendance à s’accroître avec les générations.

### Le cycle de reproduction sociale

#### La famille paysanne
L'institution centrale de la vie des habitants était la famille. Elle constituait l'unité sociale de base et c'est autour d'elle qu'était organisée la division du labeur. La famille était particulièrement forte à cause de l'isolement initial de la colonie, puis des fronts pionniers, où les autres institutions sociales étaient faibles ou inexistantes, amenant les individus à se retrancher sur la famille,. Une grande partie des ressources de la famille en zone de colonisation étaient investies dans son objectif principal: sa reproduction. On parle ici de reproduction à l'identique, la formation de nouvelles familles paysannes elles-mêmes établies sur des terres agricoles. Pour cela, on comptait sur un certain nombre de stratégies de reproduction, accomplies par des méthodes concrètes de transmission des biens de génération en génération, particulièrement la terre.

#### Stratégie de reproduction sociale paysanne
Les stratégies adoptées pour accomplir la reproduction à l'identique se constituaient autour de l'accomplissement de quatre objectifs plus précis : la survie de la lignée, le pluriétablissement, la sécurité des parents dans la vieillesse et si possible la préservation du patrimoine familial. Ces stratégies correspondent à un modèle de «système ouvert», qui suppose «pour la famille paysanne, une relative facilité non seulement à se reproduire à l'identique, mais au multiple.» Un système ouvert suppose donc une grande disponibilité de terres puisqu'une telle reproduction à l'identique et au multiple met une grande pression sur l'espace. Cette grande disponibilité de terres pour l'établissement d'enfants est un fait reconnu pour la vallée du Saint-Laurent aux XVIIe et XVIIIe siècles et les fronts pionniers d'Amérique du Nord en général,.
Le système ouvert rendait possible l'objectif de pluriétablissement, c'est-à-dire l'établissement du plus de fils possibles sur leurs propres terres et le mariage des filles à des hommes eux-mêmes établis. Après la survie de la lignée, le pluriétablissement et la sécurité des parents dans leurs vieux jours étaient les objectifs prioritaires, passant souvent devant la préservation du patrimoine familial que représentait l'exploitation agricole des parents. On rapporte en effet que certains parents vendaient leur terre développée dans les lieux établis pour s'établir sur des fronts pionniers où la possibilité d'établir leurs enfants tout près était plus grande.

#### Méthodes de transmission des avoirs
Les quatre objectifs nommés précédemment étaient accomplis par un certain nombre de pratiques par lesquelles s'effectuait la transmission des avoirs des paysans de génération en génération. La reproduction sociale se faisait selon un cycle, bien représenté par le modèle développé par Gérard Bouchard: la famille paysanne accumulait des terres additionnelles afin de pouvoir établir les fils sur celles-ci à leurs mariages. Éventuellement, lorsque les parents atteignaient un âge avancé et qu'il ne restait qu'un fils à établir, la terre familiale lui était cédée selon des conditions expliquées plus bas. On a donc affaire à un cycle d'expansions et contractions successives des avoirs fonciers jusqu'au lègue final par les parents. Ces pratiques avaient lieu dans le cadre juridique en vigueur au Canada: la Coutume de Paris.
La Coutume de Paris avait une section concernant la famille et dont certains concepts étaient pris en compte pour l'héritage. Lors du mariage, les biens des époux étaient divisés entre les biens de communauté, qui appartenaient à la communauté du mariage, l'entité légale formée par les nouveaux mariés, et les biens propres qui demeuraient la possession personnelle du ou de la mariée. Les terres possédées avant le mariage étaient comptées dans les propres mais puisque les premiers colons n'avaient pas de biens propres et que les terres étaient peu ou non développées, le concept de bien propre restait généralement inopérant au Canada pour les habitants. Le résultat était qu'à la mort d'un conjoint, les terres passaient au survivant plutôt qu'à la famille du conjoint décédé. S'ils avaient déjà des enfants en âge d'hériter, le conjoint survivant n'accédait qu'à la moitié de la propriété, le reste étant sujet au partage égal entre héritiers. La Coutume de Paris prévoyait également des pensions pour les veuves. 
Si un conjoint ou les deux parents décédaient sans avoir préparé de succession, la forme d'héritage par défaut était le partage égal de tous les biens de la communauté du mariage entre les héritiers. Il était ensuite conclu entre les héritiers que l'un d'eux rachèterait les parts des autres pour reconstituer la terre familiale. Même si un partage égal n'avait pas lieu pour une raison ou une autre, sous la coutume de Paris les cohéritiers défavorisés avaient droit à la Légitime, une compensation valant la moitié de ce qu'ils auraient reçus en cas de partage égal. Dans tous les cas, les cohéritiers qui n'étaient pas déjà établis utilisaient l'argent ainsi obtenu pour s'établir. La coutume de Paris ne forçait pas le partage égal: un parent pouvait très bien décider de céder la terre elle-même et de couvrir la Légitime des autres avec les biens meubles.
Lorsque les parents arrivaient à un âge avancé, la pratique normale était de faire donation de la terre familiale à un héritier désigné. Il s'agissait d'un contrat conclu entre le ou les parents et l'héritier désigné avec l'assentiment de toute la famille. Le ou les parents n'étant plus en état de travailler cédaient la terre familiale à l'héritier, qui en échange acceptait de prendre soin d'eux dans leurs vieux jours. Une pension était également prévue au cas où la cohabitation s'avère trop difficile par différences de caractères. On prévoyait aussi des clauses pour le remboursement des dettes parentales, le dédommagement des cohéritiers, la prise en charge des frères et sœurs mineurs jusqu'au mariage ou même la prise en charge à long terme d'un frère infirme. La cession échouait souvent à un fils cadet puisque les autres fils étaient souvent déjà mariés et établis au moment de la signature du contrat mais ce n'étais pas toujours le cas et les cas de figure pouvaient varier.
L'avancement d'hoirie permettait aux parents de léguer à un enfant un bien, la plupart du temps une terre, qui était réintégrée à la communauté du mariage à la mort du parent. Le donataire devait alors rendre compte de la valeur de cette terre aux autres héritiers pour la conserver. La donation en avancement d'hoirie était généralement faite au contrat de mariage du donataire ou par un acte spécifique. 
Finalement, il était possible pour les parents de faire des lègues spécifiques dans leur testament. Cette pratique était cependant rare, la plupart des testaments ne contenant que des requêtes de nature spirituelle. Il arrivait parfois qu'un enfant désavantagé ou qui avait rendu un grand service aux parents soit compensé par le don d'un objet de valeur spécifique. On a l'exemple de parents qui donnent des biens supplémentaires à un fils qui était resté les aider sur la terre en compensation du salaire qu'il aurait pu gagner ailleurs, ou bien l'exemple du père qui demande à ce qu'on paie à son fils unijambiste un apprentissage de cordonnier.

#### Tendances égalitaires
Les historiens en concluent généralement à un système de reproduction sociale à forte tendance égalitaire. La Coutume de Paris assure des compensations pour les héritiers défavorisés mais les pratiques vont la plupart du temps bien au-delà de ce qui est requis par le droit. Que ce soit par partage égal, la donation ou par l'établissement des fils sur des terres, on tentait d'établir tous les enfants et de compenser les héritiers défavorisés selon les circonstances. L'héritage se faisait donc dans un esprit égalitaire en règle générale. Il faut tout de même nuancer ce portrait puisqu'il se trouvait des exclus et défavorisés malgré tout. Mentionnons d'abord les femmes, qui ne se voyaient léguées des terres que dans des circonstances exceptionnelles, essentiellement seulement s'il n'y avait pas d'héritier mâle, auquel cas la terre héritée revenait à leur époux. Établir les filles pour les habitants signifiait de les marier à un homme qui lui obtiendrait des terres où s'établir.
Un autre facteur d'exclusion relevait de l'inégalité entre les familles paysannes. Le modèle établi décrit précédemment est un idéal-type qui n'était souvent accessible qu'aux familles prospères et qui dépendait de plusieurs facteurs. Le nombre d'héritiers tout comme la richesse de la famille entrait en jeu. Des habitants aisés pouvaient obtenir des terres déjà développée à léguer à leurs enfants, leur sauvant le travail de défrichement, alors que les enfants de familles plus pauvres devaient obtenir des concessions qui, bien qu'abordables ou même gratuites, n'avaient aucun développement. Le nombre d'enfants d'une famille pouvait également changer la donne. Bien qu'une famille nombreuse ne manquât pas de main d'œuvre, il était plus simple d'établir 2 fils plutôt que 4, autant pour les parents que pour les héritiers en cas de partage égal. L'accumulation de concessions non développées supposait également l'accumulation des charges seigneuriales qui les accompagnaient, alourdissant les tâches du paysan. La transmission des avoirs par un tel cycle, pour permettre un niveau de vie similaire à leurs parents aux enfants, requiert «une certaine aisance économique de la part des parents et donc la possession d'une exploitation agricole suffisamment mise en valeur pour produire des surplus». Dans certains cas, la reproduction échoue complètement, des parents trop endettés devant vendre leur exploitation ou leurs enfants perdant celle-ci. Les études montrent que les familles qui réussissent à établir tous leurs enfants sont une minorité.
On doit aussi prendre en compte certaines inégalités causées par le partage égal lui-même. L'héritier qui se trouvait à reconstituer le patrimoine familial après le partage égal concluait des accords avec sa fratrie qui le voyaient souvent prendre de longues périodes, allant de plusieurs mois à plusieurs années, avant que le paiement qui leur était dû ne soit déboursé, souvent en retard. On y voit l'absence de moyens de crédits obligeant les exclus de la terre familiale à financer son remembrement, au nom de l'éthique familiale.

## Cadres institutionnels de la vie paysanne

### La seigneurie
Dès la concession et l'établissement initial, les habitants agissent à l'intérieur d'un régime seigneurial à titre de censitaires. Ils doivent au seigneur le cens, une redevance perçue annuellement par le seigneur. Le cens, payé par l'habitant censitaire, était plutôt symbolique mais était accompagnée d'une rente plus importante versée en argent ou en nature. Les seigneurs avaient le monopole sur la chasse et pêche et pouvait faire payer des droits sur ces activités aux paysans, quoique dans le contexte canadien ces droits étaient rarement mis en pratique. Toute tentative pour empêcher les habitants de chasser était futile, ces derniers étant armés pour la milice et ayant accès à un vaste terroir boisé. Les seigneurs étaient plus confiants par rapport au droit sur la pêche et prélevaient des frais sur la pêche au filet à des fins commerciales. Les habitants qui pêchaient pour les besoins domestiques, eux, étaient tolérés,. Les prélèvements plus importants auxquels devait faire face l'habitant étaient les prélèvements sur la production, les transferts fonciers et le travail. Le droit de banalité forçait l'habitant à donner un quatorzième des grains qu'il faisait moudre au moulin du seigneur. Le seigneur percevait également les lods et ventes, c'est-à-dire le douzième du prix de chaque propriété qui changeait de mains et avait le droit d'exproprier les censitaires de leur terre dans les 40 jours de leur achat initial en remboursant complètement le coût de l'achat. Il était commun que l'habitant doive des journées de corvées au seigneur, lui cède du bois sur sa terre, et doive entretenir le chemin public. On doit aussi préciser que l'habitant devait tenir feu et lieu, c'est-à-dire habiter et mettre en valeur la terre. L'habitant ne recevait habituellement aucune compensation pour le chemin public qui passait sur sa terre ou pour la portion boisée qu'il devait céder au seigneur. De même, le seigneur avait des obligations envers le censitaire: construire un moulin à farine et surtout «concéder des terres à tous ceux qui en font la demande». 
Ces prélèvements imposés à la paysannerie connaissent une évolution marquée dans le temps et varient parfois en fonction des régions. Au début du peuplement et sur les fronts pionniers en général, le poids des prélèvements seigneuriaux est assez faible. En effet, les seigneurs doivent faire preuve de retenue dans l'application de leurs droits pour pouvoir attirer plus de colons et ainsi développer leurs seigneuries. Ces dernières ne pouvaient d'ailleurs leur rapporter que très peu de revenus dans leurs conditions initiales puisqu'il n'y avait pour ainsi dire presque rien à prélever des paysans. Ce n'est qu'avec le peuplement des seigneuries et le développement des terres que le statut de seigneur peut devenir rentable et qu'il devient possible de résister aux contestations des paysans. On observe donc une augmentation du fardeau seigneurial pour les habitants au fur et à mesure que les terres sont peuplées et développées,. Quitter une terre développée pour un front pionnier dans le but d'éviter les prélèvements seigneuriaux comportait son lot de risque pour l'habitant puisqu'il quittait le contexte plus sécuritaire et stable d'un établissement développé et de toute façon faisait face aux mêmes charges une fois ce front pionnier développé. L'augmentation des charges n'était pas seulement vécue par l'habitant comme des redevances plus élevées, qui étaient généralement contenues aux nouveaux contrats de cession, mais aussi par une application plus méthodique de l'administration seigneuriale. C'est donc une évolution qui «se traduit moins dans des exigences nouvelles que dans une fermeté plus prononcée de la gestion et une sévérité plus marquée du mode de perception». Le poids des prélèvements pouvait aussi varier selon les régions, en Côte-Du-Sud par exemple, l'augmentation des prélèvements est plus modérée, possiblement à cause de la présence sur place de seigneurs originaires de la région, plus proches de leurs censitaires. 

### La paroisse
La paroisse est l’institution qui s’occupe de l’encadrement religieux des habitants. Contrairement aux seigneuries, qui précèdent l’habitation, les paroisses étaient mises en place dans les lieux où le niveau de développement et de peuplement était suffisant pour en justifier et financer l’établissement. Souvent demandé le plus tôt possible par les habitants, qui refusaient pour la plupart de marcher plus de six kilomètres pour se rendre à la messe, l’établissement d’une paroisse requérait que ces derniers financent la construction d’une église pour qu’un curé puisse venir y faire office. Le curé était le membre du clergé auquel les habitants avaient affaire le plus régulièrement. Celui-ci officiait la messe du dimanche ainsi que les sacrements et les célébrations liturgiques comme les mariages ou les funérailles. Les habitants avaient beaucoup plus tendance à s’identifier à la paroisse qu’à la seigneurie puisqu’elle était délimitée de façon à permettre aux paroissiens d’accéder aisément à l’église et au curé et se fondait donc sur «une pratique au quotidien de l’espace».
Le fonctionnement de la paroisse demandait un financement de la part des habitants, qui devaient payer la dîme, en plus des tarifs pour les célébrations liturgiques. La dîme était un paiement correspondant au 20e de la récolte de l’habitant, proportion qui est diminuée au 26e en 1667, par suite de contestations, et qui demeura à ce niveau par la suite. De plus, les habitants devaient aider à la construction de l’église, soit en donnant des matériaux ou du temps de travail ou même en cédant une partie de terrain. Les habitants eux-mêmes participaient à la gestion de leur paroisse par le conseil de la fabrique, où siégeait le curé mais aussi les marguilliers élus par les paroissiens. Les marguilliers se chargeaient de récolter les souscriptions et d’organiser la construction de l’église, de gérer les revenus et dépenses, à l'exception de la dîme, et de faire payer les tarifs pour les différentes célébrations liturgiques. Les habitants pouvaient se montrer réticents à remplir leurs promesses faites pour la construction des églises ainsi qu’à payer les divers tarifs et prélèvements de récoltes requis pour la vie religieuse de la paroisse mais leur attachement à la vie religieuse était visible dans la ferveur avec laquelle ils demandaient l’établissement de paroisses et la construction d’églises. Donc, malgré des tensions causées par les prélèvements du clergé dans certaines régions, en général les habitants étaient plutôt acceptants des prélèvements de nature religieuse.
Une fois construite, l'église prenait une place importante dans la vie des habitants. Lieu de rencontre pour la messe du dimanche et les célébrations liturgiques, elle était le centre de la sociabilité rurale, les habitants se réunissant sur son perron pour discuter après ou même, au grand dam du curé, pendant la messe. Ce statut de lieu de rassemblement apparaît d'autant plus clair que c'est devant l'église qu'étaient lues par le capitaine de milice ou un de ses officiers les déclarations officielles des autorités coloniales ou seigneuriales.

### L'État
L'État imposait également un certain fardeau sur les habitants sous forme de temps, de travail et de prélèvements sur les récoltes. La première forme de prélèvement est la milice, dans laquelle tous les hommes de 16 à 60 ans en état de porter les armes devaient servir. Ils étaient regroupés par paroisse et dirigés par un capitaine de milice, habituellement un habitant lettré de bonne réputation, lui-même dirigé par un commandant de région. Position non rémunérée, le capitaine de milice avait de nombreuses autres tâches, dont assigner les cantonnements des soldats et organiser les habitants pour les travaux publics. Bien que la milice servît à assurer la sécurité de la population, elle représentait un poids pour celle-ci, surtout en temps de guerre. Les hommes qui étaient absents pour servir dans la milice ne pouvaient pas travailler leurs champs et leur travail devait donc être accompli d'une façon ou d'une autre par ceux restés sur place. Ils devaient se procurer un fusil, passer du temps à l’entraînement et en cas de guerre ne recevaient que leurs rations et aucun paiement. La milice pouvait également être réquisitionnée pour des travaux publics.
Des prélèvements en termes de temps de travail sont également effectués sur les habitants, par exemple lorsque le gouvernement colonial décida de la construction de routes reliant les différentes communautés le long du Saint-Laurent au XVIIIe siècle. On ordonnait alors des corvées pour que les habitants des différents lieux s'occupent de leur portion de route. Les habitants résistait de manière plus ou moins passive à ce genre d'ordonnances, entretenant «les bouts de route qui leur sont les plus utiles, tout en favorisant les chemins menant au fleuve». Finalement, on doit aussi noter les restrictions sur le commerce agricole, dans le but de contrôler la consommation. L'état assurait ainsi l'approvisionnement des villes et de l'armée, en plus de distribuer des vivres aux régions touchées par la famine.
Les Habitants, bien souvent analphabètes et n'ayant pas de journaux, comme les colons anglais des Treize Colonies, expriment leur mécontentement politique par l'intermédiaire de chansons dérisoires et moqueuses à l'égard des dirigeants de la Nouvelle-France, geste appelé pour la victime « se faire chanter », dont l'acte est banni par l'intendant Jacques Raudot, lui-même victime de telles chansons.

## Après 1760
La conquête britannique change peu de choses dans l'immédiat pour ce groupe social. L’organisation sociale et économique de la vie paysanne ne change pas radicalement et le modèle de reproduction social reste essentiellement le même. Sur les fronts pionniers, le système ouvert de reproduction sociale reste viable pour les paysans canadiens-français pendant le XIXe siècle et est encore possible dans les lieux établis pour les familles prospères. L’économie paysanne n’évolue que lentement à la fin du XVIIIe siècle et au cours du XIXe siècle, de manières variées selon les conditions locales. On observe par exemple dans les lieux établis une plus grande difficulté pour les familles moins prospères d’établir leurs enfants, menant soit au surpeuplement ou à l’émigration. Cependant, le travail paysan garde ses caractéristiques fondamentales : le labeur familial et la production axée sur la consommation domestique, avec en certains endroits le développement plus poussé de la vente de surplus pour obtenir des produits d’importation. Quant aux institutions qui encadrent les paysans et effectuent les prélèvements sur la production, elles sont laissées intactes par le nouveau gouvernement. Le cadre seigneurial et les paroisses demeurent et même les institutions étatiques gardent une présence similaire. En effet, avec la révolution américaine qui menace plus tard la colonie, la milice garde son importance. Les seigneurs continuent d’augmenter les prélèvements en proportion de ce qu’ils croient possible avec le développement des terres. L’Église catholique demeure, tout comme la paroisse et ses nombreux prélèvements, dont la dîme. Tout au plus, on voit le cadre juridique changer, avec la disparition de la coutume de Paris et donc plus de possibilités pour les habitants de transmettre tous leurs biens à un seul enfant, quoique la transmission restait généralement dans un esprit égalitaire. Pour les habitants en tant que groupe social, on parle donc sans hésiter de continuité plutôt que de rupture. 